# Lottia

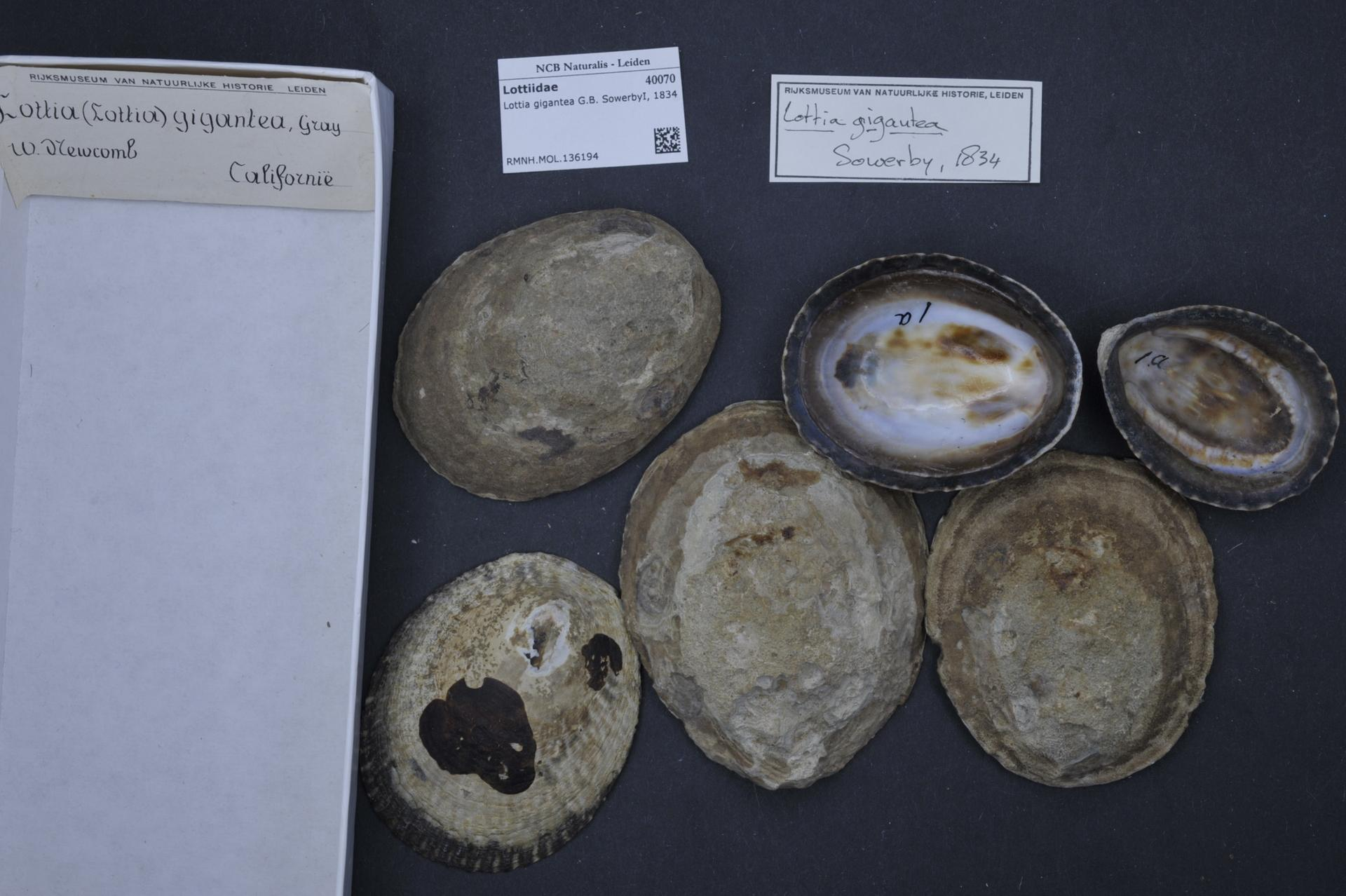
Lottia gigantea, Centre de biodiversité Naturalis, Leyde, Pays-bas.

Genre
Lottia est un genre de mollusques primitifs de la classe des gastéropodes.

## Liste des espèces et sous-genres
Selon World Register of Marine Species (7 février 2024) :
- Lottia abrolhosensis (Petuch, 1979)
- Lottia acutapex (S. S. Berry, 1960)
- Lottia albicosta (C. B. Adams, 1845)
- Lottia alveus (Conrad, 1831)
- Lottia angusta (Moskalev, 1967)
- Lottia antillarum G. B. Sowerby I, 1834
- Lottia argrantesta Simison & Lindberg, 2003
- Lottia asmi (Middendorff, 1848)
- Lottia atrata (P. P. Carpenter, 1864)
- Lottia austrodigitalis (P. G. Murphy, 1978)
- Lottia cassis (Rathke, 1833)
- Lottia cellanica (Christiaens, 1980)
- Lottia conus (Test, 1945)
- Lottia cubensis (Reeve, 1855)
- Lottia dalliana (Pilsbry, 1891)
- Lottia digitalis (Rathke, 1833)
- Lottia discors (R. A. Philippi, 1849)
- Lottia dorsuosa (A. Gould, 1859)
- † Lottia edmitchelli (Lipps, 1966)
- Lottia emydia (Dall, 1914)
- Lottia fascicularis (Menke, 1851)
- Lottia fenestrata (Reeve, 1855)
- Lottia filosa (P. P. Carpenter, 1865)
- Lottia formosa (Christiaens, 1980)
- Lottia gigantea G. B. Sowerby I, 1834
- Lottia iani Scuderi, T. Nakano & Eernisse, 2021
- Lottia immaculata (Lindberg & J. H. McLean, 1981)
- Lottia instabilis (A. Gould, 1846)
- Lottia jamaicensis (Gmelin, 1791)
- Lottia kogamogai Sasaki & Okutani, 1994
- Lottia langfordi (Habe, 1944)
- Lottia leucopleura (Gmelin, 1791)
- Lottia limatula (P. P. Carpenter, 1864)
- Lottia lindbergi Sasaki & Okutani, 1994
- Lottia luchuana (Pilsbry, 1901)
- Lottia marcusi (Righi, 1966)
- Lottia mesoleuca (Menke, 1851)
- Lottia mimica Lindberg & J. H. McLean, 1981
- Lottia mitella (Menke, 1847)
- Lottia mixta (Reeve, 1855)
- Lottia mortoni (Christiaens, 1980)
- Lottia noronhensis (E. A. Smith, 1890)
- Lottia onychitis (Menke, 1843)
- Lottia orbignyi (Dall, 1909)
- Lottia painei Kozloff, 1987
- Lottia paradigitalis (Fritchman, 1960)
- Lottia parallela (Dall, 1921)
- Lottia pediculus (R. A. Philippi, 1846)
- Lottia peitaihoensis (Grabau & S. G. King, 1928)
- Lottia pelta (Rathke, 1833)
- Lottia persona (Rathke, 1833)
- Lottia rothi (Lindberg & J. H. McLean, 1981)
- Lottia scabra (A. Gould, 1846)
- Lottia scutum (Rathke, 1833)
- Lottia septiformis (Quoy & Gaimard, 1834)
- Lottia smithi Lindberg & J. H. McLean, 1981
- Lottia stanfordiana (S. S. Berry, 1957)
- Lottia strigatella (P. P. Carpenter, 1864)
- Lottia strongiana (Hertlein, 1958)
- Lottia subrotundata (P. P. Carpenter, 1865)
- Lottia subrugosa (d'Orbigny, 1841)
- Lottia tenuisculpta Sasaki & Okutani, 1994
- Lottia tranquebarica (Gmelin, 1791)
- Lottia triangularis (P. P. Carpenter, 1864)
- Lottia turveri (Hertlein & A. M. Strong, 1951)
- Lottia versicolor (Moskalev, 1967)
- Lottia (Tectura) J. E. Gray, 1847

## Classification
Le nom valide complet (avec auteur) de ce taxon est Lottia Gray, 1833.
Lottia a pour synonymes :
- Acmaea (Collisella) Dall, 1871
- Collisella (Collisella) Dall, 1871
- Collisella (Kikukozara) Habe, 1944
- Collisella Dall, 1871
- Collisellacmaea Christiaens, 1975
- Kikukozara Habe, 1944
- Lecania P. P. Carpenter, 1866
- Nomaeopelta S. S. Berry, 1958
- Patella (Lottia) Gray, 1833
- Tecturella P. P. Carpenter, 1860
- Tecturina P. P. Carpenter, 1861